# Бисла, Сима
Сима Бисла (англ. Seema Bisla; 14 апреля 1992, по другим данным — 13 октября 1993, Рохтак, Харьяна, Индия) — индийская женщина-борец вольного стиля, призёр чемпионата Азии, участница Олимпийских игр 2020 года в Токио.

## Карьера
В начале апреля 2021 года в Алма-Ате неудачно выступила на азиатском отборочном турнире к Олимпиаде в Токио. В середине апреля 2021 года на чемпионате Азии стала бронзовым призёром.  В мае 2021 года в Софии на мировом олимпийском отборочном турнире, одержав победу в трёх схватках, завоевала лицензию. В августе 2021 года на Олимпиаде в схватке на стадии 1/8 финала уступила Сарре Хамди из Туниса (1:3) и заняла итоговое 13 место.

## Достижения
- Чемпионат Азии по борьбе среди кадетов 2008 — ;
- Чемпионат Азии по борьбе среди кадетов 2009 — ;
- Чемпионат Азии по борьбе среди юниоров 2012 — ;
- Чемпионат Азии по борьбе среди юниоров 2013 — ;
- Чемпионат Содружества по борьбе 2017 — ;
- Чемпионат Азии по борьбе 2021 — ;
- Олимпийские игры 2020 — 13;